# Božena Jirků
Božena Jirků (* 19. září 1947 Československo) je česká novinářka, redaktorka, propagátorka dárcovství, bývalá výkonná ředitelka Nadace Charty 77, zakladatelka a ředitelka Konta bariéry.

## Život
Božena Jirků se narodila 19. září 1947. Po složení maturitní zkoušky na chemické průmyslovce vystudovala Fakultu sociálních věd Univerzity Karlovy v Praze.

### Práce moderátorky a redaktorky
Začínala jako televizní hlasatelka ale později zastávala funkci vedoucí dopisového oddělení Československé televize. V 70. letech 20. století byla moderátorkou pořadů v Československé televizi. Koncem 70. let 20. století účinkovala v publicistickém pořadu Nad dopisy diváků a souběžně připravovala pořad Vysílá studio Jezerka. Také pracovala na pořadech Pojďte s námi nakupovat a Sondy. Jako redaktorka v Československé televizi pracovala až do roku 1991. Krátce také vykonávala funkci šéfredaktorky zpravodajství soukromé rozhlasové stanice Rádio Vox.

### Charitativní činnost
Krátce po sametové revoluci v listopadu 1989 v Československu oslovil v roce 1991 Boženu Jirků s nabídkou spolupráce v malém týmu tří osob Nadace Charty 77 profesor František Janouch, s nímž se Božena Jirků setkala ještě jako televizní redaktorka při natáčení pořadu Vysílá studio Jezerka.
Velká veřejná celonárodní finanční sbírka Konto Míša (na pořízení Leksellova gama nože pro operace mozku) na počátku 90. let 20. století byla jejím prvním organizačním úspěchem. (A byla to právě tato sbírka, která signifikantním způsobem přispěla ke vzniku a k formování neziskového sektoru v České republice). Následovalo založení projektu – veřejné sbírky – Konto Bariéry a později se Božena Jirků podílela i na dalších projektech (Ostrovy života, Počítače proti bariérám).
Funkci ředitelky Nadace Charty 77 vykonávala Božena Jirků od roku 2002 do roku 2023, kdy její ředitelskou roli převzala od června 2023 reportérka a moderátorka České televize Jolana Voldánová, která se po odchodu z České televize angažovala v oblasti charity a podílela se na mnoha benefičních projektech, moderovala řadu charitativních akcí nebo televizních pořadů. V květnu 2023 byla Božena Jirků zvolena do čela Správní rady Nadace Charty 77. A byla to právě Božena Jirků, kdo prostřednictvím Nadace Charty 77 formovala v České republice neziskový sektor a díky níž se dostalo lidem s handicapem větší pozornosti společnosti, médií i politiků.

### Ocenění
U příležitosti státního svátku 28. října 2023 udělil prezident České republiky Petr Pavel dlouholeté ředitelce Nadace Charty 77 a zakladatelce a ředitelce Konta bariéry Boženě Jirků medaili Za zásluhy 1. stupně v oblasti kultury.

Spolupracovníci Boženy Jirků
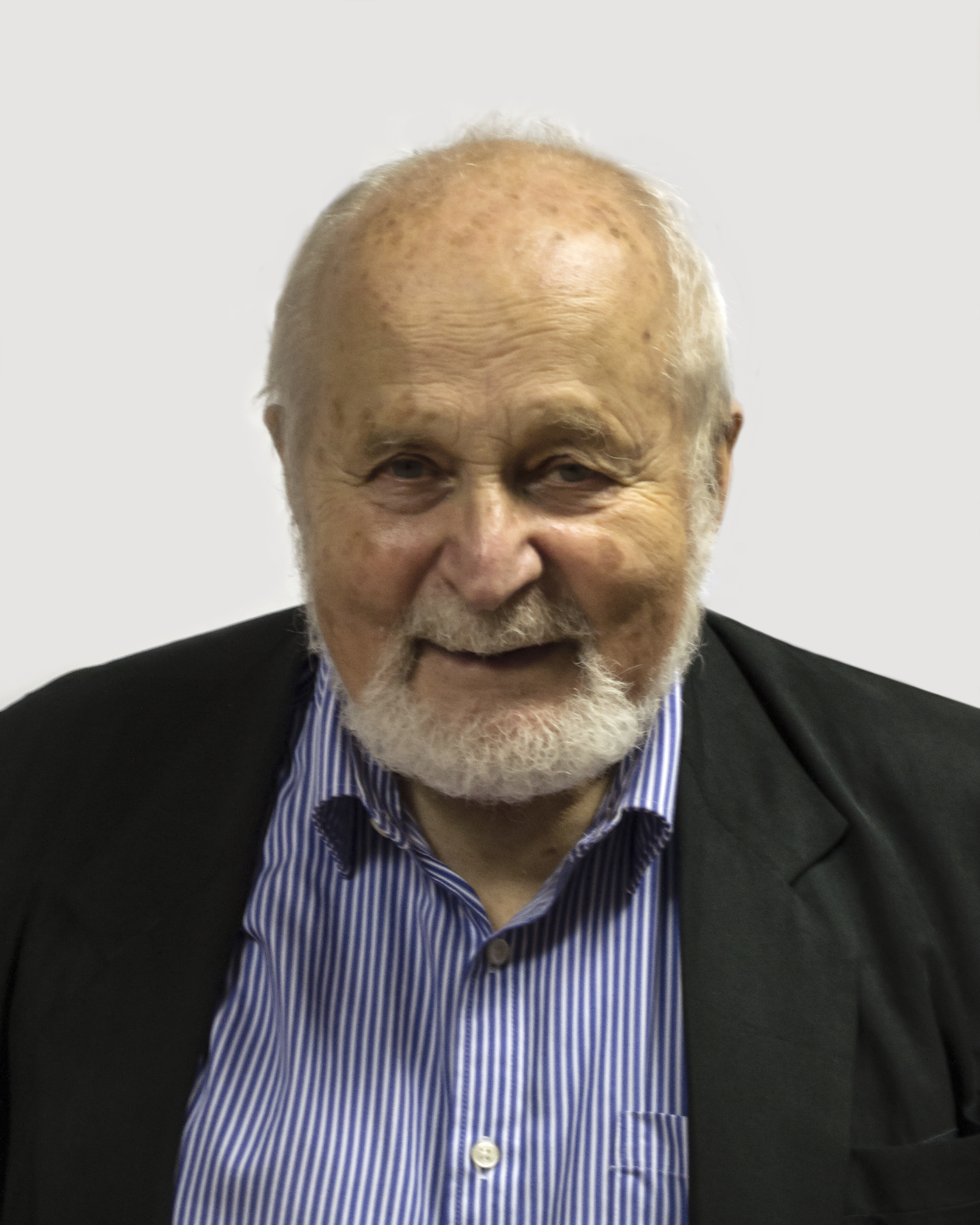
Profesor František Janouch – zakladatel Nadace Charty 77
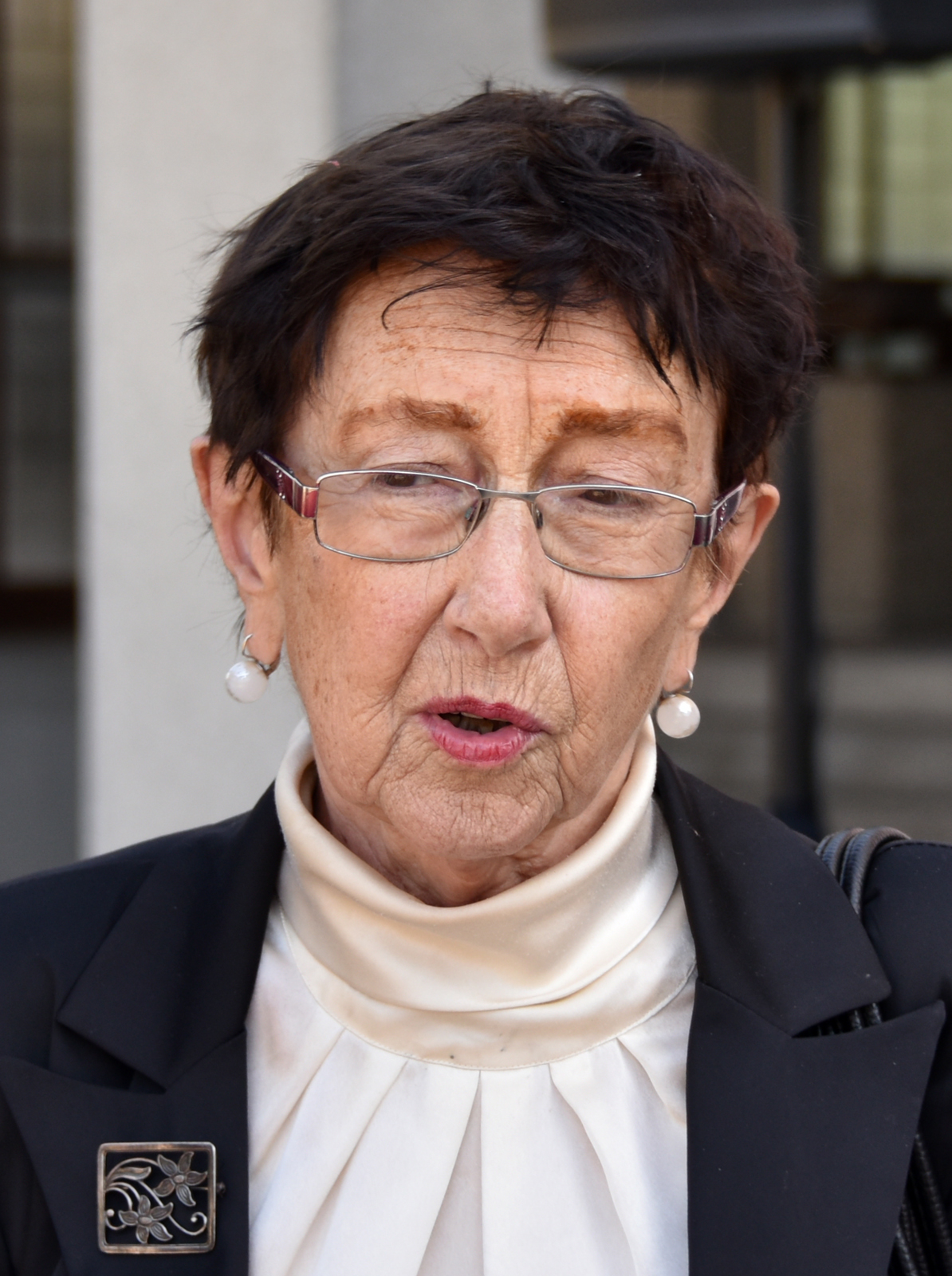
Dr. Jiřina Šiklová – členka správní rady Nadace Charty 77 – Konto Bariéry
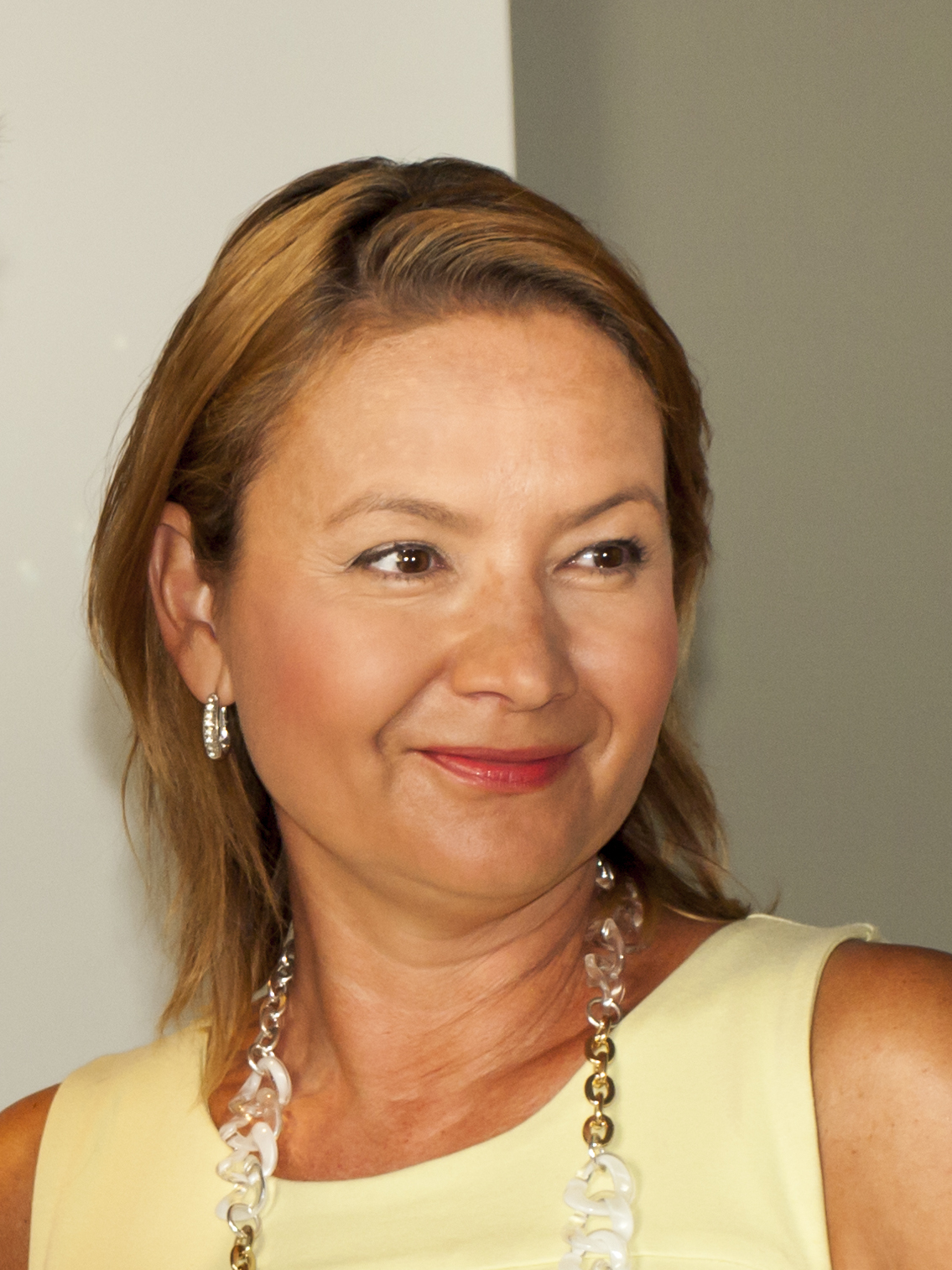
Jolana Voldánová – od roku 2023 ředitelka Nadace Charty 77